# 涂善妮
涂善妮（英語：Sunny Tu，1966年2月14日—），臺灣女演員，出生於桃園市中壢區。

## 生平
高中時參加校內的國劇社，一度可以保送文化大學戲劇系，但後來依從母親的建議就讀政戰學校，僅七個月就辦理休學。之後便半工半讀完成在東吳大學的學業，大學时代因製作人讓她去攝影棚裡賣英文教材，剛好一位特別來賓無法趕到，於是製作人臨時找她上陣，她参加台视《强棒出击》錄影踏入演艺界。後因朋友將她的一份自傳交給製作公司，她才獲得在戲劇處女作——台視連續劇《還君明珠》——飾演劇中角色「方耐梅」。《還君明珠》播出前即考入華視，成為基本演員和主持人。
1987年底，以《还君明珠》首次登上萤光幕，紅遍1990年代的台灣，成為8點檔一線女星。後因心臟疾病開刀、甲狀腺機能亢進逐漸淡出演藝圈，並旅居加拿大數年。家中有父母与兩姐兩弟。
2000年代回台後，定居臺北縣新店市並往室內設計師發展。
2017年，4月27日因她過去主演的電視劇在美國DVD市場熱賣多年、成為當地華人愛好之一，她獲得休士頓市長席維斯特·透納頒發獎狀，並在市政廳以英文演講五分鐘；休士頓特別將她的生日2月14日定為「涂善妮日」。

## 家庭
1998年1月26日，涂善妮和相恋才一个月並離過婚的男編劇家李昌民於美国拉斯维加斯闪电结婚。1998年3月12日，兩人在臺北圆山大饭店补办喜宴。但是一年後的1999年1月16日，兩人离婚。

## 作品

### 電視劇
| 年份   | 月份     | 頻道            | 劇集名稱                 | 角色 / 暱稱               | 備註                                               |
| ------ | -------- | --------------- | ------------------------ | ------------------------- | -------------------------------------------------- |
| 1987年 |          | 台視            | 还君明珠                 | 方耐梅                    | 八點檔                                             |
| 1988年 | 4月      | 華視            | 冰點                     | 湯慕雲                    | 八點檔                                             |
| 1989年 | 5月      | 華視            | 追妻三人行               | 于采玲                      | 八點檔                                             |
| 1989年 | 8月      | 中視            | 一代名臣范仲淹             | 范仲淹妻                  |                                                    |
| 1989年 | 10月     | 中視            | 鋤頭博士                 | 呂明真                    | 20週年台慶紀念八點檔                               |
| 1990年 | 1月      | 中視            | 情系半生緣               | 李眉                      | 黃金劇場 每週六22:00 ~ 23:30                       |
| 1990年 | 4月      | 台視            | 郵差三度來按鈴           | 張喜美                    | 八點檔                                             |
| 1990年 | 5月      | 中視            | 太阳雨                   | 宋美佳                    | 八點檔                                             |
| 1990年 | 9月      | 中視            | 希望之鸽                 | 葉水心                    | 八點檔                                             |
| 1990年 | 11月     | 中視            | 親愛的我把英雄變美人啦   | 林黛玉                    | 八點檔                                             |
| 1990年 |          | 愛在浪漫蔓延時  |                          |                           |                                                    |
| 1991年 | 2月      | 中視            | 女人的戰爭               | 程芸                      | 「中視劇場」單集單元劇 「又見夏娃」系列 第二單元   |
| 1991年 | 5月      | 台視            | 郵差四度來按鈴：與狼共吻 | 〈客串）                  | 八點檔                                             |
| 1991年 | 9月      | 中視            | 長官好                   | 江曼萍                    | 八點檔                                             |
| 1991年 | 10月     | 中視            | 木觀音                   | 龔住華                    | 金鐘單元劇〈一集） 週日晚上八點                    |
| 1992年 | 2月      | 中視            | 薔薇                     | 薔                        | 「中視劇場」 每週日晚間十點                        |
| 1992年 | 9月      | 中視            | 軍官與淑女               | 江曼萍                    | 八點檔                                             |
| 1992年 |          | 華視            | 愛的故事                 | 藍雲                      | 午間檔                                             |
| 1993年 | 7月      | 中視            | 超級女巡按之火鶴         | 駱冰（冷凝霜）            | 八點檔                                             |
| 1993年 | 8月      | 中視            | 玫瑰豪情                 | 白雨慈                    | 八點檔                                             |
| 1994年 | 3月      | 中視            | 破镜边缘                 | 曹雨青                    | 「黃金劇場」 每週三 21:30－23: 00                  |
| 1994年 | 4月      | 台視            | 二八年华                 | 張莉                      | 九點半單元劇 週一至週四晚間 21:30 ~ 22:00          |
| 1994年 | 7月      | 華視            | 七俠五義之雙姝怨         | 蘇虹                      | 八點檔                                             |
| 1994年 | 11月     | 中視            | 黄飞鸿与十三姨           | 花豔芳                    | 八點檔                                             |
| 1995年 | 1月      | 中視            | 深閨夢裡情               | 周思佳                    | 精選劇坊 每週一 21:30－23:00                       |
| 1995年 | 空中小姐 | 中視            |                          |                           |                                                    |
| 1995年 | 4月      | 華視            | 兒子三個半               | 蕭芳芳                    | 單元劇 每周三 21:30－22:30                         |
| 1995年 |          | 華視            | 蒼天有眼                 | 月娘                      |                                                    |
| 1996年 | 2月      | 中視            | 老公一百分               | 田欣                      | 單元劇 每周二 21:30－22:30                         |
| 1996年 | 10月     | 台視            | 答錄機愛情事件           | 雪莉（方玲）              | 金鐘單元劇                                         |
| 1996年 | 12月     | 中視            | 離婚紀念日               | 江之芸                    | 金鐘單元劇                                         |
| 1997年 | 5月      | 中視            | 姻緣花                   | 沈雲生                    | 「中視劇場」 每週日 22:00－00:00                   |
| 1997年 | 8月      | 中視            | 危险关系                 | 江美如                    | 八點檔                                             |
| 1997年 | 9月      | 中視            | 奪愛                     | 鄭曼如                    | 「精選劇坊」 每週一 21:30－22:30                   |
| 1998年 | 3月      | 台視            | 明天有你                 | 何莉                      | 八點檔                                             |
| 1998年 | 6月      | 台視            | 一品夫人芝麻官           | （客串）                  | 八點檔                                             |
| 1999年 | 1月      | 台視            | 燕雙飛                   | 華開妍                    | 八點檔                                             |
| 1999年 | 4月      | 中視            | 一屋二夫                 | 葉雙雙                    | 單元劇 每週二 21:30－22:30                         |
| 1999年 | 5月      | 台視            | 我們結婚好嗎             | 常若男                    | 「女人劇場」單集單元劇 「女人的故事」系列 第三單元 |
| 1999年 | 6月      | 中視            | 君子蘭花                 | 周玉梅                    | 「中視劇場」 每週日 22:00－00:00                   |
| 1999年 | 12月     | 台視            | 雍正大帝                 | 曉鳳、曉蝶                | 八點檔                                             |
| 2000年 | 4月      | 台視            | 包公奇案之怒鍘公孫       | 韓翠英                    | 八點檔                                             |
| 2001年 | 12月     | 中視            | 又是一個戀愛天           | 莎樂美                    | 單元劇 每週二晚間九點                              |
| 2001年 |          | 中視            | 貞女烈女豪放女           | 玉萍（客串）              | 八點檔                                             |
| 2003年 | 9月      | 華視/三立       | 西街少年                 | （客串）                  | 每周日 21:40－23:10                                |
| 2003年 | 10月     | 華視/三立       | 无河天                   | 朱綠恆                    | 午間檔 週一至週五 12:40－13:40                     |
| 2004年 | 6月      | 華視            | 紫藤恋                   | 鄭心芸                    | 八點檔                                             |
| 2004年 | 8月      | 台視            | 愛上千金美眉             | 歐媽媽（王曉玲） （客串） | 每周四晚間九點半                                   |
| 2005年 | 7月      | 華視            | 我只在乎你               | 林佩瑤                    | 八點檔                                             |
| 2015年 | 7月      | 三立            | 軍官·情人                | 葉芝琳 (女皇)             | 八點檔                                             |
| 2018年 | 10月17日 | TVBS            | 初戀的情人               | 許賢如                    | 八點檔                                             |
| 2019年 | 4月3日   | 愛奇藝          | 新白娘子传奇             | 觀音大士                  |                                                    |
| 2019年 | 4月24日  | 台視 東森綜合台 | 如果愛，重來             | 張愛蓮                    | 偶像劇                                             |

## 節目通告
- 2017年6月2日《小燕有約 (TVBS)》（同集來賓：林煒）
- 2017年7月2日《聚焦2.0》
- 2018年2月12日《一袋女王》（同集來賓：崔佩儀、詹姆士、小煜、小甜甜）
- 2018年3月11日 中視《改變的起點》

### 電影
- 感恩歲月(1989年 飾演王貞治姐姐）
- 娃娃（1991年，飾演顧幸蓉）

### MV
- 葉啟田借過1995年

## 書籍
- 1998年，《涂善妮寫真集－記錄涂善妮》，出版社：惠黎，ISBN 4716354693015。

## 獎項紀錄
| 年份   | 頒獎典禮      | 獎項           | 影片          | 角色   | 結果 |
| ------ | ------------- | -------------- | ------------- | ------ | ---- |
| 2015年 | 第4屆華劇大賞 | 最佳實力派演員 | 《軍官.情人》 | 葉芝琳 | 提名 |

## 外部連結
- 涂善妮的Facebook專頁
- 涂善妮在香港影庫上的簡介
- 涂善妮在豆瓣上的资料（简体中文）
- TVBS官方頻道-涂善妮戲外人生